# 瀬戸市警察
瀬戸市警察（せとしけいさつ）はかつて存在した愛知県瀬戸市の自治体警察である。

## 概要
従来の愛知県警察部が解体され、警察部に属していた旧瀬戸警察署に代わって、1948年（昭和23年）3月7日に瀬戸市域を管轄する瀬戸市警察を設置。1951年（昭和26年）には警察法一部改正で品野町警察を吸収し、瀬戸市と品野町の組合警察となった。
1954年（昭和29年）に新警察法が公布された。これにより国家地方警察と自治体警察は姿を消し、新たに都道府県警察として愛知県警察本部が発足。瀬戸市警察も愛知県警察に統合。愛知県警察傘下の警察署として瀬戸警察署が発足した。

### 警察署
- 瀬戸市警察署